# Hans Rigotti
Hans Rigotti (* 15. Mai 1947 in München) ist ein ehemaliger deutscher Fußballspieler.

## Karriere
Aus der Fußballabteilung des TSV Waldtrudering, im Stadtteil Trudering im Osten Münchens gelegen, wechselte Rigotti, 13-jährig in die Jugendabteilung des FC Bayern München, aus der er 18-jährig zur Saison 1965/66 in den Profi-Kader aufrückte. In seiner ersten Saison wurde er 15 Mal im Punktspielbetrieb und sechsmal im nationalen Pokalwettbewerb eingesetzt. Sein erstes Bundesligaspiel absolvierte er am 18. Dezember 1965 (17. Spieltag) beim 3:1-Heimsieg über Werder Bremen. Sein erstes Tor war der 1:0-Führungstreffer am 10. September 1966 (4. Spieltag) beim 6:1-Sieg im Auswärtsspiel gegen den Karlsruher SC. Ferner gehörte er der Mannschaft an, die am 4. Juni 1966 im Finale um den DFB-Pokal mit 4:2 gegen den Meidericher SV gewann. In seiner zweiten Saison kam er zu 18 Punktspielen, einem Spiel im nationalen und drei Spielen im internationalen Pokalwettbewerb. Am Ende der Saison stand erneut der Gewinn des Vereinspokals und erstmals des Pokalsieger-Pokals 1967. 
In seiner dritten Saison hatte Rigotti mit den Folgen eines Knorpelschadens im linken Knie zu kämpfen und wurde nicht mehr berücksichtigt, daraufhin wechselte er 1968 zum 1. FC Nürnberg. Doch auch dort führten die Folgen der Verletzung dazu, dass er sich nicht durchzusetzen vermochte und auf nur vier Erstligaspiele kam. Des Weiteren spielte er zweimal im nationalen und einmal im internationalen Pokalwettbewerb. Das letzte Spiel im Trikot des 1. FC Nürnberg erfolgte am 3. Mai 1969, im DFB-Pokal-Halbfinale, das der Club – ausgerechnet gegen Rigottis letztem Arbeitgeber – beim FC Bayern München mit 0:2 Toren verlor.
1969 wechselte er zu den Stuttgarter Kickers und spielte in vier Jahren 107 Mal in der Regionalliga Süd, bis er 1973 seine Karriere beendete.
Am 3. Dezember 1967 wurde er für seine sportlichen Leistungen durch Verleihung des Silbernen Lorbeerblattes belohnt.